# Philip Hunloke
Sir Philip Hunloke, KCVO (* 26. November 1868 in London als Philip Perceval; † 1. April 1947 ebenda) war ein britischer Segler.

## Erfolge
Philip Hunloke nahm in der 8-Meter-Klasse an den Olympischen Spielen 1908 in London teil. Er war Crewmitglied der Sorais, die mit vier weiteren Booten um die Medaillen segelte. Das Gesamtresultat orientierte sich am besten Ergebnis der einzelnen Wettfahrten. Dabei belegte die Sorais unter Skipper George Ratsey in drei Wettfahrten zweimal den zweiten Platz, womit sie die Regatta auf dem dritten Rang hinter dem zweimal siegreichen britischen Boot Cobweb von Skipper Blair Cochrane und dem einmal siegreichen schwedischen Boot Vinga von Skipper Carl Hellström beendete. Neben Hunloke und Skipper Ratsey gewannen die übrigen Crewmitglieder Alfred Hughes, Frederick Hughes und William Ward die Bronzemedaille.
1892 heiratete er Sylvia Heseltine, mit der er drei Kinder hatte. Seinen Geburtsnamen Philip Perceval änderte er 1905 offiziell in Philip Hunloke. Er diente als Stallmeister bei König George V. und war Major der British Army. 1928 wurde er zum Knight Commander des Royal Victorian Order ernannt.